# Zębowo (województwo wielkopolskie)
Zębowo – wieś w Polsce położona w województwie wielkopolskim, w powiecie nowotomyskim, w gminie Lwówek. Na zachód od Zębowa rozciągają się większe kompleksy leśne.
Wieś szlachecka położona była w 1580 roku w powiecie poznańskim województwa poznańskiego. W latach 1975–1998 miejscowość należała administracyjnie do województwa poznańskiego.
W dokumentach z 1258 r. wzmiankowana jest jako wieś Zubowo (Subowo), posiadłość klasztoru benedyktynów w Lubiniu. W dokumencie lokacyjnym Lwówka z 1419 wzmiankowana jest wieś Zembowo, własność szlachecka. W 1480 właściciel, Jan Turkowski sprzedał wieś Mikołajowi Niegolewskiemu. W XVI w wieś należała do rodu Lwowskich. W 1580 jako właściciela podano Marcina Lwowskiego (Ostroroga). Przynajmniej od 1793 należała do rodziny Łąckich z Lwówka.
W okresie Wielkiego Księstwa Poznańskiego (1815-1848) miejscowość wzmiankowana jako Zembowo należała do wsi większych w ówczesnym powiecie bukowskim, który dzielił się na cztery okręgi (bukowski, grodziski, lutomyślski oraz lwowkowski). Zembowo należało do okręgu lwowkowskiego i stanowiło część majątku Lwówek Zamek (niem. Neustadt), którego właścicielem był wówczas (1837) Antoni Łącki. W skład rozległego majątku Lwówek Zamek wchodziło łącznie 36 wsi. Według spisu urzędowego z 1837 roku Zembowo liczyło 544 mieszkańców i 55 dymów (domostw).